# Heminothrus fossatus
Heminothrus fossatus är en kvalsterart som först beskrevs av Kramer 1898.  Heminothrus fossatus ingår i släktet Heminothrus och familjen Camisiidae. Inga underarter finns listade i Catalogue of Life.